# Cultura Merimde
La cultura Merimde (o també Merimde Beni-Salame o Benisalam) (en àrab, مرمدة بني سلامة) va ser una cultura neolítica de la part occidental del delta del Nil, al Baix Egipte, desenvolupada després de la cultura Faiyum A i abans de la cultura badariana, a l'Egipte predinàstic. S'estima que la cultura va evolucionar entre el 4800 i el 4300 aC. Merimde també es refereix al jaciment arqueològic del mateix nom.

## El jaciment arqueològic
La cultura es va concentrar al voltant d'un assentament principal de 25 hectàrees a la part occidental del delta del Nil, al Baix Egipte, a 45 km al nord-oest del Caire. El lloc va ser descobert per l'arqueòleg alemany Hermann Junkers, que va excavar 6.400 m² del lloc durant la seva expedició del delta del Nil el 1928. L'expedició va ser finançada per Albert Rothbart des de la ciutat de Nova York a través de l'Acadèmia de Belles Arts de Viena.
Les excavacions posteriors realitzades en la dècada del 1970 pel Consell Suprem d'Antiguitats i l'Institut Arqueològic Alemany van portar a l'establiment de la seqüència estratigràfica.

## Característiques
Merimde mostra una seqüència d'ocupacions que van durar gairebé un mil·lenni segons algunes estimacions. Mentre que Junkers va identificar tres seqüències, altres com Joseph Eiwanger van establir el 1977 que hi ha cinc amb nivells de desenvolupament significativament diferents. Els artefactes com la ceràmica eren bastant primitius durant la primera fase, una fase caracteritzada per una lleugera ocupació. Eiwanger va documentar que les àrees d'emmagatzematge van aparèixer durant la fase II quan la intensitat de l'ocupació va augmentar.

### L'economia
L'evidència arqueològica suggereix que l'economia de Merimde estava dominada per l'agricultura, tot i que es practicava una mica de pesca i caça en menor mesura. L'assentament consistia en cabanes petites fetes de fusta i joncs amb un pla de terra arrodonit o el·líptic. La ceràmica merimde mancava de marques d'ondulació.

### Els enterraments
Els enterraments tenien característiques úniques, diferents de les practicades a l'Egipte predinàstic i més tard a l'Egipte dinàstic. No hi havia zones separades per als cementiris i els morts van ser enterrats dins de l'assentament en una posició contreta en fosses ovalades sense béns ni ofrenes.

En l'època de la cultura Maadi, el lloc va ser utilitzat com a cementiri.

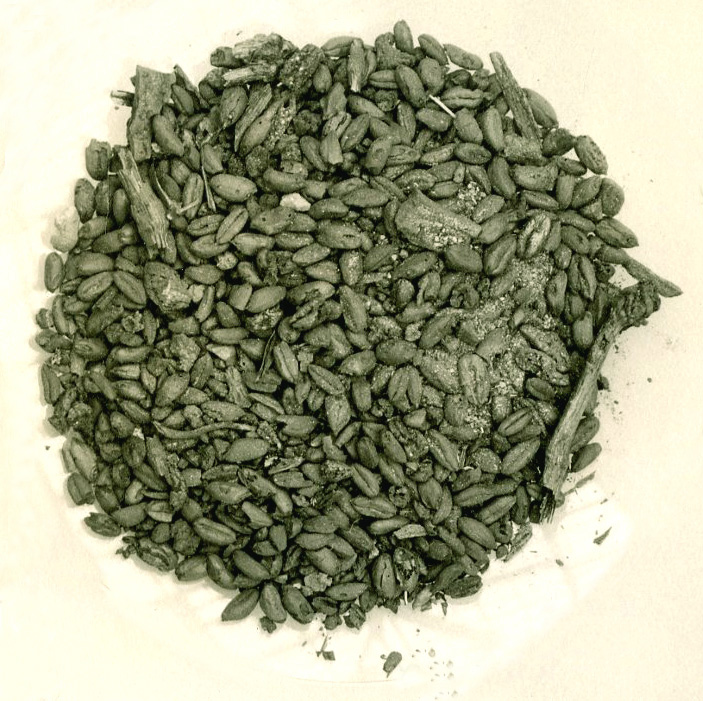
Gra de Merimde, MET
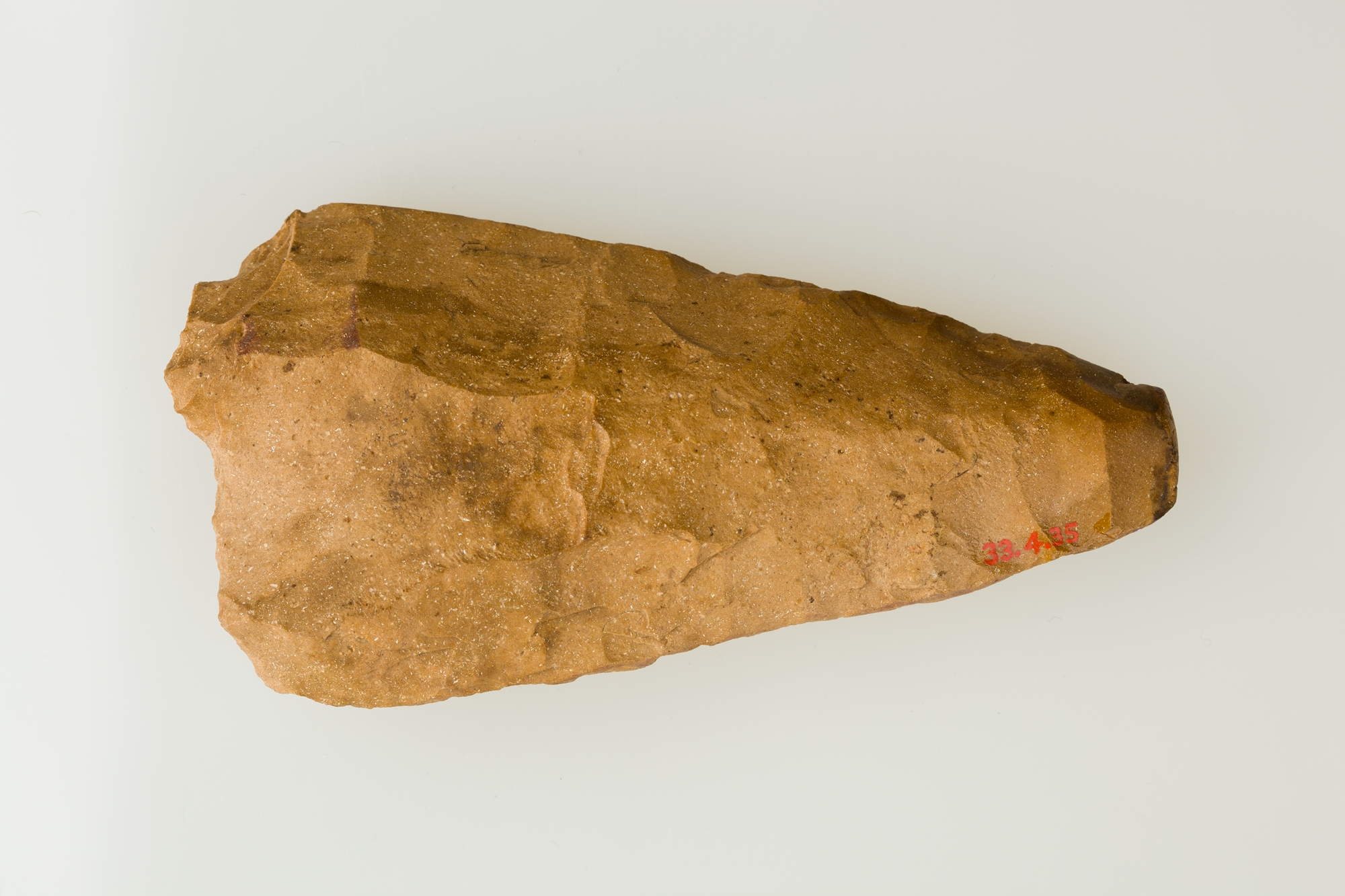
Destral de la mà, Neolític, Buto-Merimde-Maadi, c. 4500-4000 aC Delta occidental del Nil, Egipte

Les excavacions dels enterraments de Merimde han proporcionat una sèrie d'esquelets, principalment de dones. Els esquelets són generalment més alts i més robustos que els esquelets egipcis predinàstics posteriors. En aquest sentit, els esquelets de Merimde són més similars als associats amb la cultura tasiana. D'altra banda, encara que els cranis de Merimde són dolicocefàlics (de cap llarg) com molts altres cranis predinàstics, tenen una gran i àmplia volta com els cranis tasians. Els cranis trobats a Badarià, dels jaciments amratians, tendeixen a ser més petits i estrets.